# Petr Štercl
Petr Štercl (Kroměříž, 20 de octubre de 1966) es un deportista checo que compitió para Checoslovaquia en piragüismo en la modalidad de eslalon. Ganó cuatro medallas en el Campeonato Mundial de Piragüismo en Eslalon entre los años 1991 y 1997, y una medalla de oro en el Campeonato Europeo de Piragüismo en Eslalon de 1998.
Participó en la prueba de canoa biplaza en compañía de su hermano gemelo Pavel.

## Palmarés internacional
| Representando a Checoslovaquia  |                                      |                  |                |
| Campeonato Mundial              |                                      |                  |                |
| Año                             | Lugar                                | Medalla          | Competición    |
| 1991                            | Tacen (Yugoslavia)                   | Medalla de plata | C2 por equipos |
| Representando a República Checa |                                      |                  |                |
| Campeonato Mundial              |                                      |                  |                |
| Año                             | Lugar                                | Medalla          | Competición    |
| 1993                            | Mezzana (Italia)                     | Medalla de oro   | C2 por equipos |
| 1995                            | Nottingham (Reino Unido)             | Medalla de oro   | C2 por equipos |
| 1997                            | Três Coroas (Brasil)                 | Medalla de plata | C2 por equipos |
| Campeonato Europeo              |                                      |                  |                |
| Año                             | Lugar                                | Medalla          | Competición    |
| 1998                            | Roudnice nad Labem (República Checa) | Medalla de oro   | C2 por equipos |